# كاتارينا مالوتشا
كاتارينا مالوتشا (بالكرواتية: Katarina Mrčela) مواليد 28 أكتوبر 1975 في زغرب، جمهورية يوغوسلافيا الاشتراكية الاتحادية، هي لاعبة كرة سلة كرواتية معتزلة. اعتزلت اللعب في 2014.

## المسيرة الاحترافية
لعبت مع كرواتيا 2006 زغرب من سنة 1996 إلى 1998، ثم لعبت مع نادي بشكتاش لكرة السلة للسيدات من سنة 1998 إلى 2000، ثم لعبت مع نادي ليبرتاس تروجيلوس لكرة السلة في موسم 2000–2001، ثم لعبت مع نادي غوسبيتش لكرة السلة للسيدات في موسم 2005–2006.

## روابط خارجية
- كاتارينا مالوتشا على موقع الاتحاد الدولي لكرة السلة (الإنجليزية)
- كاتارينا مالوتشا على موقع كرة السلة الأوروبية.كوم (الإنجليزية)